# USS LST-629
O USS LST-629 foi um navio de guerra norte-americano da classe LST que operou durante a Segunda Guerra Mundial.